# Thyas
Thyas é um gênero de traça pertencente à família Arctiidae.